# マイク・カーブ
マイケル”マイク”・カーブ（英語: Michael "Mike" Curb、1944年12月24日 - ）は、アメリカ合衆国のミュージシャン、レコード会社重役、NASCARのカー・オーナー。共和党員で、1979年から1983年、民主党ジェリー・ブラウン知事のもとで第42代カリフォルニア州副知事を務めた。ブラウンが州外で1980年アメリカ合衆国大統領選挙の民主党候補の指名選に参加している間、知事の役目を果たした。またカーブ・レコードの創始者であり、アメリカ合衆国西海岸ストックカー殿堂に殿堂入りしている。メキシコ系の血を引いている。

## 初期の音楽キャリア
サンフェルナンド・バレー州立カレッジ（現在のカリフォルニア州立大学ノースリッジ校）の1年生の頃、音楽学科の練習室で作曲した曲『You Meet the Nicest People on a Honda（Go Little Honda) 』がホンダのキャンペーンに選ばれた。1963年、19歳で中退し、カーブ・レコードの前身となる最初のレコード会社サイドウォーク・レコードを創立し、リンダ・ロンシュタットが所属するストーン・ポニーズ、デイヴィ・アランが所属するアロウズ、マイク・ブルームフィールドやバディ・マイルズが所属するエレクトリック・フラッグなど西海岸のロックンロールのアーティストのデビューの手助けをした。
1965年、短編映画『Skaterdater 』の音楽を作曲し、その後ピーター・フォンダの『Wild Angels 』(1966年)、ビリー・ジャック・シリーズ第1作『地獄の天使』などの映画音楽を作曲した。1969年、彼の会社とMGMを合併し、MGMレコードとヴァーヴ・レコードの社長に就任した。カーブは映画50作、400曲以上を作曲または指揮した。
1960年代、カーブは自身の音楽グループ、マイク・カーブ・コングリゲイションを組織した。1971年初頭、アルバム『Burning Bridges 』のカーブがラロ・シフリンと共に作詞作曲したタイトル曲がクリント・イーストウッドの映画『戦略大作戦』のテーマ曲となり、ポップ・チャートのトップ40にランクインし、BMIアワードを受賞した。1970年、映画『The Magic Garden of Stanley Sweetheart 』の曲『Sweet Gingerbread Man 』がアダルト・コンテンポラリーのチャートでヒットし、1973年、シャーマン兄弟と作曲した『小さな世界』もヒットした。1972年、マイク・カーブ・コングリゲイションはサミー・デイヴィスJr.の『The Candy Man 』（原曲は映画『夢のチョコレート工場』でオーブリー・ウッズが歌唱していた楽曲）で演奏しBillboard Hot 100で第1位を獲得した。1978年にはジェームズ・ステュアート主演ミュージカル『The Magic of Lassie 』で演奏した。1980年、彼らは大統領選におけるロナルド・レーガンのテーマ曲『Together, a New Beginning 』をレコーディングした。マイク・カーブ・コングリゲイションはCBSのグレン・キャンベルの全国放送番組に毎週レギュラー出演していた。
1969年、カーブはクリスチャン・ロックのパイオニアであるラリー・ノーマンとキャピトル・レコードで契約した。
1970年代、カーブはロイ・オービソン、オズモンド・ファミリー、ルー・ロウルズ、サミー・デイヴィスJr.、ソロモン・バークに作曲およびプロデュースをした。またシルヴァーズ、エリック・バードン、ウォー、リッチー・ヘブンス、ファイヴ・マン・エレクトリカル・バンド、グロリア・ゲイナー、ジョニー・ブリストル、エグザイル、フォー・シーズンズなどと契約した。また短期間ではあるが、モータウンのレコード会社ヒッツヴィル・レコードを操業した。カーブはライザ・ミネリのエミー賞受賞作『Liza with a Z 』での使用曲『It Was a Good Time 』を作曲した。ハンク・ウイリアムズ・ジュニアの初の第1位獲得曲『All for the Love of Sunshine 』を作曲した。

## 慈善事業
テネシー州ナッシュビルにあるベルモント大学の新たなアリーナに寄付を行い、カーブ・イベント・センターと名付けられた。またベルモント大学はマイク・カーブ・カレッジ・オブ・エンタテイメント・アンド・ミュージック・ビジネスを所有している。ヴァンダービルト大学のカーブ・センター、カーブ・クリエイティヴ・キャンパスに、テネシー州メンフィスのローズ・カレッジのマイク・カーブ・インスティテュート・オブ・ミュージックに寄付した。
2007年6月29日、ハリウッド・ウォーク・オブ・フェイムに2,341番目として星を埋め込まれた。
2014年、ナッシュビルのミュージシャン殿堂に殿堂入りした。

## ディスコグラフィ

### アルバム
| 年   | アルバム                                        | US                                             |
| ---- | ----------------------------------------------- | ---------------------------------------------- |
| 1970 | Come Together                                   | 105                                            |
| 1970 | Sweet Gingerbread Man                           | 185                                            |
| 1971 | Burning Bridges and Other Motion Picture Themes | 117                                            |
| 1971 | Put Your Hand in the Hand                       | 205                                            |
| 1972 | Softly Whispering I Love You                    | 206                                            |
| 1973 | It's a Small World                              | Unreleased (test pressings exist, MGM SE-4900) |

### コラボレーション・アルバム
| 年   | アルバム                                                           | カントリー・チャート |
| ---- | ------------------------------------------------------------------ | -------------------- |
| 1971 | All for the Love of Sunshine (with ハンク・ウイリアムズ・ジュニア) | 10                   |

### シングル
| 年   | シングル                   | 最高順位 | 最高順位 | 最高順位 | 最高順位 |
| 年   | シングル                   | US AC    | US       | CA       | AU       |
| ---- | -------------------------- | -------- | -------- | -------- | -------- |
| 1970 | "Sweet Gingerbread Man"    | 16       | 115      | 95       | —        |
| 1971 | "Burning Bridges"          | 16       | 34       | 40       | 12       |
| 1972 | "See You in September"     | 15       | 108      | —        | —        |
| 1973 | "It's a Small Small World" | 9        | 108      | —        | —        |

### ゲスト・シングル
| 年   | シングル                                                             | 最高順位   | 最高順位 | 最高順位 | 最高順位    | 最高順位 | 最高順位 | アルバム                                   |
| 年   | シングル                                                             | US Country | US       | US AC    | CAN Country | CAN      | CAN AC   | アルバム                                   |
| ---- | -------------------------------------------------------------------- | ---------- | -------- | -------- | ----------- | -------- | -------- | ------------------------------------------ |
| 1970 | "All for the Love of Sunshine" (with ハンク・ウイリアムズ・ジュニア) | 1          | —        | —        | 1           | —        | —        | All for the Love of Sunshine               |
| 1970 | "Rainin' in My Heart" (with ハンク・ウイリアムズ・ジュニア)          | 3          | 108      | —        | 2           | —        | —        | All for the Love of Sunshine               |
| 1971 | "Ain't That a Shame" (with ハンク・ウイリアムズ・ジュニア)           | 7          | —        | —        | 16          | —        | —        | Hank Williams, Jr.'s Greatest Hits Vol. II |
| 1972 | "The Candy Man" (with サミー・デイヴィスJr.)                         | —          | 1        | 1        | —           | 2        | 3        | Sammy Davis Jr. Now                        |
| 1972 | "Long Haired Lover from Liverpool" (with ジミー・オズモンド)         | —          | 38       | —        | —           | —        | —        | Killer Joe                                 |
| 1972 | "Gone (Our Endless Love)" (with ビリー・ウォーカー)                  | 24         | —        | —        | —           | —        | —        | The Billy Walker Show                      |
| 1972 | "The People Tree" (with サミー・デイヴィスJr.)                       | —          | 92       | 16       | —           | —        | —        | Portrait of Sammy Davis, Jr.               |
| 1972 | "Living Together, Growing Together" (with トニー・ベネット)          | —          | 111      | —        | —           | —        | —        | single only                                |